# Walton (Buckinghamshire)
Walton è un villaggio e parrocchia civile dell'Inghilterra, appartenente alla contea del Buckinghamshire.